# Grafheuvelcultuur
De grafheuvelcultuur was een Midden-Europese archeologische cultuur tijdens de midden-bronstijd (1600 v.Chr. en 1200 v.Chr.).
De cultuur verspreidde zich over gebieden die eerder door de Úněticecultuur bezet waren: Tsjechië, Midden- en Zuid-Duitsland en West-Polen. Invloeden van de grafheuvelcultuur vindt men tot in Zuid-Scandinavië en bij de Elpcultuur in Nederland.
Ze is vernoemd naar de wijde aanwezigheid van individuele graven (zowel begraven als gecremeerd) onder grafheuvels. Deze praktijk en het verlaten van de begraafplaatsen van de voorgaande periode necropolis werden altijd beschouwd als een culturele breuk, maar de laatste tijd is gebleken dat er al grafheuvels aanwezig waren tijdens de Úněticecultuur. 
Het merendeel van de graven bevinden zich in bosrijke berggebieden, ver van de meest vruchtbare grond. Dit heeft geleid tot identificatie van de bouwers als veehouders. Sommige onlangs in Beieren, Bohemen en Breisgau ontdekte gemeenschappen liggen echter in dalen, zowel als grotere nederzettingen als op zichzelf staande woningen.  Deze zijn geïdentificeerd op basis van putten of voorraadkuilen, de gebouwen zelf zijn niet geconserveerd. Hierbij zijn gedecoreerd keramiek, voorraadpotten en bronzen voorwerpen gevonden.
De grafheuvels zijn rond of ovaal aangelegd, en werden omringd door een cirkel van stenen. Aanvankelijk betreft het voornamelijk begrafenissen (behalve in Bohemen), maar na 1300 v.Chr. overheerst de crematie. Onder de grafgiften, die overigens vrij homogeen zijn, is er een duidelijk onderscheid naar geslacht: mannelijke graven bevatten dolken, bijlen, metalen broches, soms lange zwaarden en keramische vaten. Vrouwelijke graven bevatten geen wapens maar wel sieraden en accessoires, ook van brons (naalden, armbanden, hangers, enz.). 
De grafheuvels worden soms geïsoleerd aangetroffen, soms als uitgebreide necropolissen van tot 500 structuren (Dýšina in Bohemen of het bos van Haguenau in de Elzas, de laatste bijzonder rijk aan koperwerk). Deze begraafplaatsen worden gescheiden door grote gebieden met geen spoor van welke aard ook, hetgeen is geïnterpreteerd als mogelijke grenzen tussen gemeenschappen.
Vaak vindt men dierlijke beenderen bij begrafenissen, alsook dubbele begrafenissen. De productie van bronzen voorwerpen vond plaats met stenen gietmallen, hetgeen een wijde verspreiding van metalen ornamenten mogelijk maakte.
De in hooggelegen gebieden gevonden woningen zijn niet erg groot. Hun ligging geeft vaak een natuurlijke verdediging, soms werden ze ook omringd door muren van hout en aarde, met een of meer loopgraven. De huizen waren rechthoekig of trapeziumvormig, gebouwd met hout en vergankelijke materialen, hetgeen wijst op een zekere mobiliteit.
Rond 1300 v.Chr. begon de homogeniteit van de groepen in het centrum van de grafheuvelcultuur te vervagen. Hooggelegen dorpen werden verlaten en de bewoning concentreerde in geïsoleerde en goed verdedigbare nederzettingen. In Bohemen, Moravië en Silezië waren de veranderingen minder radicaal, en werden bestaande dorpen met nieuwe verdedigingswerken uitgebreid. Zo begon een geleidelijke overgang naar de verschijning van de eerste urnenvelden.